# 小山真人
小山 真人（こやま まさと、1959年 - ）は、日本の火山学者。静岡大学防災総合センター副センター長、同大学教育学部教授。静岡県浜松市生まれ。うさはかせの愛称も持つ。

## 概要
静岡県立浜松北高等学校卒業。静岡大学理学部卒業。静岡大学大学院理学研究科修士課程修了。東京大学大学院理学系研究科博士課程修了。理学博士（東京大学 - 地質学）。日本地震学会普及行事委員、日本災害情報学会学会誌編集委員、歴史地震研究会広報委員、富士山火山砂防計画検討委員会委員、伊東市史編集委員などを務めている。
また、地元静岡県の富士山や伊豆東部火山群に詳しく、伊豆半島ジオパークの設立に尽力し最高顧問を務めた。2015年には、NHKの番組「ブラタモリ」で数回の放送に亘って富士山を案内し、その後ある時期までは同番組で最も登場した案内人でもあった。

## 著書

### 単著
- 『ヨーロッパ火山紀行』 筑摩書房 1997年 ISBN 978-4480057303
- 『富士を知る』 集英社 2002年 ISBN 978-4087812497
- 『富士山ふん火のひみつ』 文渓堂 2003年
- 『活火山富士―大自然の恵みと災害』 中央公論新社 2003年 ISBN 978-4121500960
- 『富士山大噴火が迫っている！ - 最新科学が明かす噴火シナリオと災害規模』 技術評論社 2009年 ISBN 978-4774137063
- 『富士山噴火とハザードマップ - 宝永噴火の16日間』 古今書院 2009年 ISBN 978-4772241311
- 『火山がつくった伊東の風景』 伊豆新聞本社 2009年 ISBN 978-4783897460
- 『伊豆の大地の物語』 静岡新聞社 2010年 ISBN 978-4783805496
- 『火山がつくった天城の風景』 伊豆新聞本社 2010年 ISBN 978-4783897972
- 『火山がつくった西伊豆の風景』 伊豆新聞本社 2012年 ISBN 978-4783898269
- 『富士山--大自然への道案内』 岩波書店 2013年 ISBN 978-4004314370
- 『火山がつくった中伊豆の風景』伊豆新聞本社 2013年 ISBN 978-4783898511
- 『火山がつくった奥伊豆の風景』 伊豆新聞本社 2014年 ISBN 978-4783898740
- 『Geohistory of the Izu Peninsula』 静岡新聞社 2015年 ISBN 978-4783805502
- 『ドローンで迫る 伊豆半島の衝突』 岩波書店 2017年 ISBN 978-4000296687

### 共著
- 『活火山富士 - 大自然の恵みと災害』（読売新聞特別取材班との共著） 中央公論新社 2003年 ISBN 978-4121500960

### 監修
- 『SECTOR COLLAPSE - 富士山崩壊』 創美社 2008年 ISBN 978-4420220507

## 主要論文
- 国立情報学研究所収録論文 国立情報学研究所
- 小山真人、「古地磁気からみたフィリピン海の構造発達史」 『地学雑誌』 1991年 100巻 4号 p.628-641, doi:10.5026/jgeography.100.628
- 小山真人、「伊豆・小笠原火山弧北端部における現在および第四紀後期のテクトニクス」 『地学雑誌』 1994年 103巻 5号 p.576-590, doi:10.5026/jgeography.103.5_576
- 小山真人、「西相模湾断裂の再検討と相模湾北西部の地震テクトニクス」 『地学雑誌』 1995年 104巻 1号 p.45-68, doi:10.5026/jgeography.104.45
- 小山真人、「歴史時代の富士山噴火史の再検討」『火山』 1998年 43巻 5号 p.323-347, doi:10.18940/kazan.43.5_323
- 小山真人、「文献史料にもとづく歴史時代の伊豆半島東方沖群発地震史と東伊豆単成火山地域の火山活動史」 『第四紀研究』 1999年 38巻 6号 p.435-446, doi:10.4116/jaqua.38.435
- 小山真人、「日本の史料地震学研究の問題点と展望 次世代の地震史研究に向けて」 『地学雑誌』 1999年 108巻 4号 p.346-369, doi:10.5026/jgeography.108.4_346
- 小山真人、「火山で生じる異常現象と近隣地域で起きる大地震の関連性 その事例とメカニズムにかんするレビュー」 『地学雑誌』 2002年 111巻 2号 P.222-232, doi:10.5026/jgeography.111.2_222

共著・分担執筆
- 藤岡換太郎, 西村昭, 小山真人、「伊豆・小笠原弧とフィリピン海」 『地学雑誌』 1991年 100巻 4号 P.455-457, doi:10.5026/jgeography.100.455
- 早川由紀夫, 小山真人、「東伊豆単成火山地域の噴火史1:0～32ka」 『火山』 1992年 37巻 4号 p.167-181, doi:10.18940/kazan.37.4_167
- 小山真人, 早川由紀夫、「伊豆大島火山カルデラ形成以降の噴火史」 『地学雑誌』 1996年 105巻 2号 p.133-162, doi:10.5026/jgeography.105.2_133
- 早川由紀夫, 小山真人、「1582年以前の火山噴火の日付をいかに記述するか-グレゴリオ暦かユリウス暦か? 『地学雑誌』 1997年 106巻 1号 P.102-104, doi:10.5026/jgeography.106.102
- 早川由紀夫, 小山真人、「日本海をはさんで10世紀に相次いで起こった二つの大噴火の年月日 : 十和田湖と白頭山」 『火山』 1998年 43巻 5号 p.403-407, doi:10.18940/kazan.43.5_403
- 小山真人, 佐竹健治, 都司嘉宣、「次世代の史料地震学 『地学雑誌』 1999年 108巻 4号 P.345, doi:10.5026/jgeography.108.4_345
- 小山真人, 早川由紀夫、「はじめての史料地震・火山学 『地学雑誌』 1999年 108巻 4号 P.489-494, doi:10.5026/jgeography.108.4_489
- 林豊, 小山真人、「宝永4年富士山噴火に先立って発生した地震の規模の推定」 『歴史地震』 2002年 18号 p.127-132, NAID 40005822198
- 角谷ひとみ, 井上公夫, 小山真人「富士山宝永噴火(1707)後の土砂災害」（PDF）『歴史地震』第18号、歴史地震研究会、2002年、133-147頁、NAID 40005822199。
- 早川由紀夫, 小山真人, 前嶋美紀、「史料に書かれた日付の西暦換算と表記法 (PDF)  『月刊地球』27(11)、p.848-852.の早川由紀夫よるアーカイブ
- 早川由紀夫, 萩原佐知子, 野村正弘, 小山真人、「読めて使える美しい火山地質図を安価で市場に出す」 『地図』 2015年 53巻 1号 p.1_57-1_65, doi:10.11212/jjca.53.1_57